# Евфонія
Евфоні́я (грец. εὐφωνία) або милозвучність — поняття, що позначає привабливість і виразність звуків і звукосполучень мови або мовлення.
У літературознавстві це розділ, що вивчає засоби звукової виразності мови художнього твору, вияв фоніки, який означає гармонійне поєднання естетично позитивних явищ художнього, насамперед поетичного твору.
В мовознавстві це поняття може стосуватись як фонетичних якостей мови або мовлення, так і їх естетичного сприйняття, та є предметом дослідження фоностилістики й фоніки. Наприклад, милозвучним можна вважати уникання складних для вимови нагромаджень звуків. В ширшому сенсі до цього поняття можуть відносити відсутність тавтологій і повторення спільнокореневих слів.
Вперше цей термін був використаний у цьому значенні, можливо, Дж. Р. Р. Толкієном у середині 20-го століття і походить від давньогрецького φωνή (phōnḗ) "голос, звук" та αἰσθητική (aisthētikḗ) "естетика". Мовленнєві звуки мають багато естетичних якостей, деякі з яких суб'єктивно сприймаються як милозвучні (приємні) або какофонічні (неприємні). Фонетика залишається молодою і часто суб'єктивною галуззю дослідження, яка не має наукового чи іншого формально встановленого визначення; сьогодні вона здебільшого існує як маргінальна галузь психології, фонетики чи поетики.

## Українська мова

### Норми
В українській мові існує низка норм, що регулюються українським правописом і забезпечують милозвучність мовлення. Зокрема, характерним є позиційно різний вжиток прийменників у та в (також ув, уві, вві тощо), з (зі, із, зо), сполучників і, й, та, префіксів у та в тощо — задля уникнення збігу приголосних і голосних звуків.

### Поетика
Евфонія органічна для української лірики, оскільки спирається на визначальну інтонаційну основу української мови — вокалізм, зумовлюючи музичність віршування (наприклад, Микола Вороний, Олександр Олесь, Павло Тичина, Володимир Сосюра та інші) виконує особливу стилістичну функцію у розмаїтті симетричного звукового ладу поетичного мовлення, забезпечує міру кількості, частоти, комбінування та тривання фонем.
Це стосується їхнього інструментування (алітерація, асонанс, зіткнення однакових звуків на початку та в кінці слів тощо), місця розташування у тексті (епіфора, анафора, кільце, рима тощо). Наприклад, благозвуччя постає стильовим принципом у вірші Миколи Вінграновського:
У синьому морі я висіяв сни,
У синьому морі на синьому глеї
Я висіяв сни із твоєї весни,
У синьому морі з весни із твоєї.

### Міф про друге місце з милозвучности
Існує популярний міф, що на деякому конкурсі (або конференції) з милозвучності мов у Парижі українську мову нібито було визнано другою за милозвучністю після італійської. Існують кілька формулювань цього міфу, в яких може фігурувати 1928 або 1934 рік, місце визначено як третє, а перед українською можуть стояти французька, італійська та/або фарсі.
Втім, цей конкурс насправді ніколи не відбувався. Інформація про проведення цього конкурсу є вигаданою, а її можливим походженням називають першу українську газету в США «Свобода», де у номері 1 жовтня 1893 року міститься таке:
|                          | Наша руська мова, як каже один учений професор Бантиш-Каменський, є другою після італійської як за звучністю, так за солодкістю, так за придатністю під безсмертні ноти всесвітніх музичних композиторів. Оригінальний текст (укр.) Наша руска мова якъ каже одинъ ученый прфесоръ Бантишъ-Камѣнскiй есть второю по италіяньской що до звучности, що до солодкости, що до придатности пôдъ безсмертни ноти всесвѣтных музикальних композиторôвъ |
| — газета «Свобода», 1893 | |

Юрій Винничук згадував, що чув цю легенду ще на початку 1970-х і вважає її проявом комплексу меншовартості.